# Paula Basaistegui
Paula Basaistegui (født 14. november 1988) er en håndboldspiller fra Uruguay. Hun spiller på Uruguays håndboldlandshold, og deltog under VM 2011 i Brasilien.